# 의종 (전한)
의종(義縱, ? ~ 기원전 117년)은 전한 중기의 관료로, 하동군 사람이다.

## 생애

### 불량한 행실
젊을 때 장차공과 함께 도적질을 하며 지냈다. 누이 의후(義姁)가 왕태후의 시의(侍醫)가 되었는데, 왕태후가 의후에게 물었다.
| “ | 네 형제 중에 관리가 될 만한 자가 있느냐? | ” |

| “ | 동생이 하나 있습니다만, 행실이 좋지 않아 관리가 될 만한 인물은 못 됩니다. | ” |

그러나 왕태후는 무제에게 말하여 의종을 중랑(中郞)에 임명하고, 상당군의 현령을 맡도록 하였다.

### 혹독한 정치
의종은 과단성 있게 다스리고 온정을 적게 베풀어, 현에서 일처리에 소홀하거나 해결하지 못한 일이 없었으므로 치적이 으뜸으로 꼽혀 장릉(長陵)과 장안의 현령을 역임하였다. 또한 법을 곧이곧대로 집행하여, 아무리 고귀한 자라도 두려워하지 않았다.
어느날 왕태후의 외손인 수성군(修成君) 김속(金俗)의 아들 김중(金仲)을 잡아들여 문초하였는데, 황제는 이 일로 의종을 유능하다고 여겨 하내도위로 승진시켰다. 부임하자마자 하내의 호족 양(穰)씨의 일족을 모조리 죽이니, 이후 하내 사람들은 의종을 두려워하여 물건이 길에 떨어져도 줍는 일이 없었다.
이후 남양태수로 영전하였다. 이때 영성이 남양의 집에서 한가롭게 지내고 있었는데, 의종이 함곡관(函谷關)에 도착하자 영성은 그를 마중하고 배웅하였다. 그러나 의종은 답례조차 하지 않았고, 영성을 철저히 조사하여 그의 일족을 모조리 파멸시켰다. 관리와 백성은 다리를 겹치고 서 있을 정도로 공포에 질려 꼼짝하지 못하였다. 또 주강(周彊)과 두주를 부하로 부렸는데, 이들은 모두 정위의 사(史)가 되었다.
흉노를 정벌하러 가는 군대가 자주 정양군을 지나가니, 정양의 관리와 백성은 혼란에 빠지고 기강이 무너졌다. 의종은 정양태수로 부임하여 군의 감옥에 같힌 중죄인과 죄가 가벼운 죄수 2백여 명, 빈객 또는 형제로서 사사로이 감옥에 들어와 면회한 2백여 명을 모두 불시에 붙잡아 심문하고는 이렇게 말하였다.
| “ | 이자들은 죽을죄를 지은 죄인을 탈출시키려 하였다. | ” |

그러고는 그날 중으로 4백여 명을 한꺼번에 죽이니, 백성들은 춥지도 않은데 떨고 교활한 자들은 관리에게 빌붙었다.
훗날 오수전과 백금을 유통시켰을 때, 백성 중에 이를 위조하는 자가 많았는데 특히 수도가 가장 심하였다. 원수 4년(기원전 119년), 조정에서는 의종을 우내사에, 왕온서를 중위에 임명하여 이를 다스리도록 하였다. 왕온서는 지독히 흉악하여 자신이 하려는 일을 의종에게 알리지 않았는데, 의종은 반드시 왕온서를 꺾어 눌러 그의 공로를 없앴다. 의종은 청렴하였으나 다스리는 법은 질도를 본받았다.

### 죽음
원수 6년(기원전 117년), 무제는 정호궁(鼎湖宮)으로 행차하였다가 오랫동안 몸져 누웠다. 병이 낫고 갑자기 감천궁에 행차하였는데, 길이 정비되지 않은 것을 보고 노하여 말하였다.
| “ | 의종은 내가 다시는 이 길을 지나지 못할 것으로 생각했단 말인가! | ” |

무제는 이 일로 의종을 괘씸하게 여겼다.
그해 겨울, 의종은 고민령(告緡令) 양가(楊可)가 백성을 혼란에 빠뜨린다고 여겨 관리들로 하여금 그를 위하여 일한 자들을 잡아들이게 하였다. 그러나 무제는 오히려 두식(杜式)에게 명하여 의종의 죄를 다스리도록 하였다. 두식은 의종이 조서를 어기고 이미 이루어진 제도를 파괴한 것으로 판결하였고, 결국 의종은 기시되었다.

## 출전
- 사마천, 《사기》 권122 혹리열전(酷吏列傳)